# Chimie atmosferică

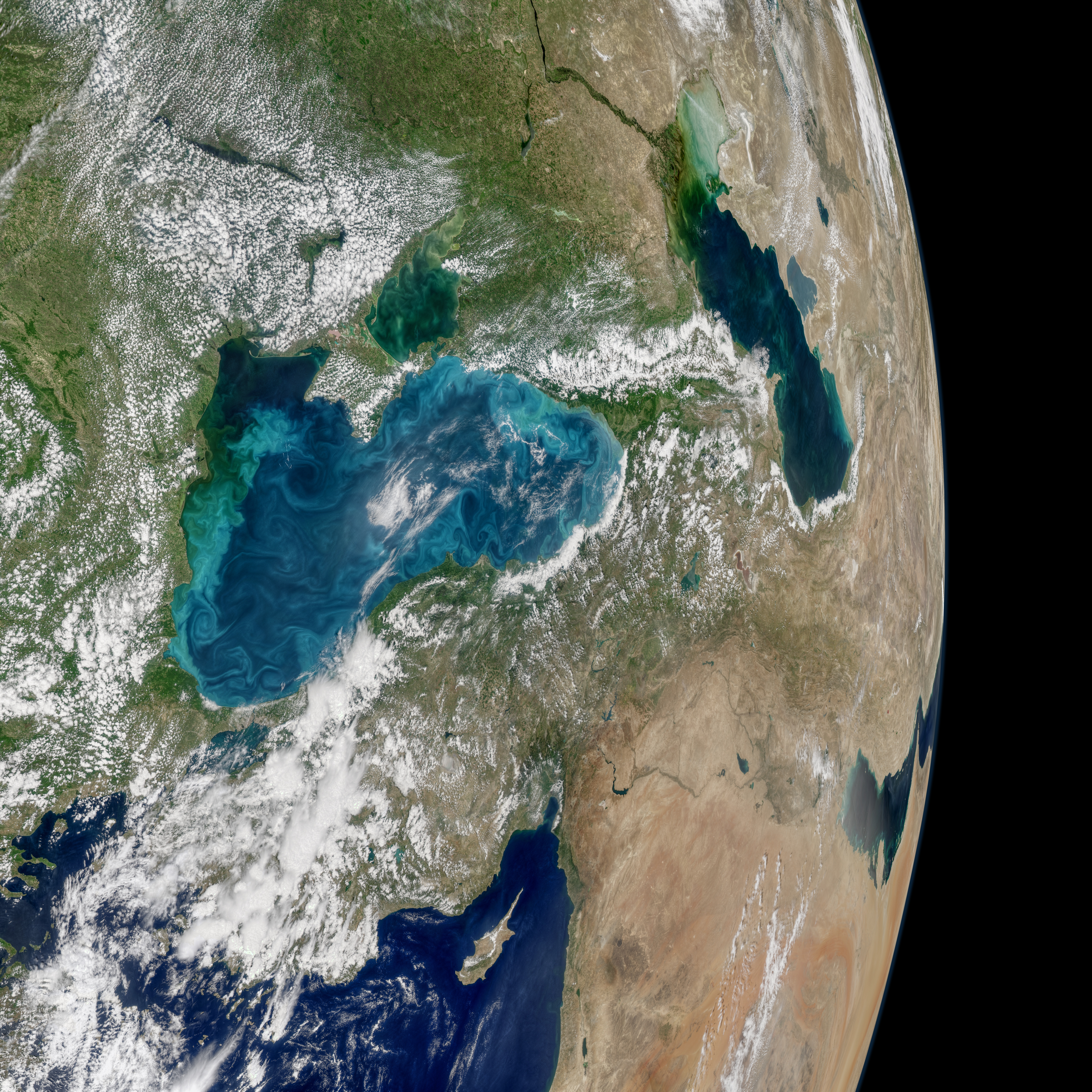
Cele mai multe veri, nuanțe verde-albăstrui apar în Marea Neagră. Vârtejurile turcoaz indică prezența fitoplanctonului, care urmărește fluxul curenților de apă.

Chimia atmosferică este o ramură interdisciplinară a aerologiei care se ocupă cu studiul atmosferei Pământului și a altor planete din punct de vedere chimic. Este foarte apropiată de climatologie.